# Бірґіт Шюц
Бірґіт Шюц (нім. Birgit Schütz, 8 жовтня 1958) — німецька академічна веслувальниця.
Олімпійська чемпіонка 1980 року в складі вісімки.
Срібна призерка Чемпіонату світу 1978 року в складі вісімки.